# Cephalaria linearifolia
Cephalaria linearifolia är en tvåhjärtbladig växtart som beskrevs av Johan Martin Christian Lange. Cephalaria linearifolia ingår i släktet jätteväddar, och familjen Dipsacaceae. Inga underarter finns listade i Catalogue of Life.